# Friedrich Hanker
Friedrich Hanker (* 15. November 1885 in Lembruch, Kreis Diepholz; † 23. Januar 1967 in Diepholz) war ein deutscher Bauer, Kaufmann und Politiker (DP).
Hanker war zwischen 1930 und 1934 Bürgermeister in Lembruch. Erst nach dem Krieg wurde er 1945 erneut Bürgermeister in Lembruch. Zunächst war er Mitglied der Deutsch-Hannoverschen Partei bis zur „Machtergreifung“ 1933. Zum 1. Mai 1933 trat er der NSDAP bei (Mitgliedsnummer 3.155.463). 1935 wurde er wegen Schädigung des Ansehens der NSDAP verhaftet und 1936 aus der NSDAP ausgeschlossen, wogegen er vor dem Obersten Parteigericht der NSDAP klagte.
Nach der Kapitulation war er 1945 wieder Bürgermeister von Lembruch.
Im Januar 1946 wurde er zum Landrat des Kreises Grafschaft Diepholz ernannt. Ferner wurde er Mitglied des Niedersächsischen Landtages während der ersten Wahlperiode vom 20. April 1947 bis 30. April 1951. Seit dem  28. März 1951 war er Mitglied der DP/CDU-Fraktion.